# Corban
Corban är en ort i kommunen Val Terbi i kantonen Jura i Schweiz. Den ligger cirka 10 kilometer öster om Delémont. Orten har 512 invånare (2021).
Orten var före den 1 januari 2018 en egen kommun, men inkorporerades då in i kommunen Val Terbi.